# 414
414 (CDXIV, na numeração romana) foi um ano comum do século V do  Calendário Juliano, da Era de Cristo, e a sua letra dominical foi D, totalizando 53 semanas, com início a uma quinta-feira e terminou também a uma quinta-feira.
| Ano completo                        |
| ----------------------------------- |
| Ano comum com início à quinta-feira |

## Eventos
- Viagem de Paulo Osório, clérigo de Braga, a Hipona, para se encontrar com o Santo Agostinho.